# Birdsall (Yorkshire du Nord)
Pour les articles homonymes, voir Birdsall.
Birdsall est un village et une paroisse civile du Yorkshire du Nord, en Angleterre.